# Bando de Tedote
Tedote era una de las doce demarcaciones territoriales en las que los aborígenes benahoaritas dividían la isla de La Palma (Canarias) cuando llegaron los conquistadores castellanos a finales del siglo xv.
Su capitán o caudillo durante la conquista era Bentacayse.

## Características
Juan de Abréu Galindo en su obra Historia de la conquista de las siete islas de Canaria define este cantón de la siguiente manera: «el sesto señorío era Tedote, y Tenibucar, que es donde al presente está fundada la ciudad hasta Tenagua». Comprendía pues los modernos municipios de Santa Cruz de La Palma y Breña Alta.
Por su parte, el ingeniero Leonardo Torriani indica en su obra Descripción e historia del reino de las Islas Canarias de 1590 que en las «montañas llamadas Tedote» habitaba la divinidad de los aborígenes cuando descendía entre los seres humanos, «y encima de ésta hacían sus sacrificios de leche y de mantequilla».
Abréu Galindo recoge además que el cantón era gobernado por tres hermanos: Bentacayse, Tinisuaga y Agacensie, pero que estos dos últimos murieron al ser arrastrados por las aguas del barranco de Aguasensio mientras se encontraban con muchas mujeres con las que se pretendían casar. Bentacayse sobrevivió al quedar atrapado por la pierna del tronco de un árbol, por lo cual quedó cojo.
En la conquista de La Palma, Alonso de Lugo desembarcó en las playas de Tazacorte, en el cantón de Aridane, desde allí, avanzó hasta el cantón de Tedote.

## Economía
La principal actividad económica fue la ganadería de cabras, aunque también eran recolectores de frutos, raíces y moluscos de costa.